# Steffen Lorenz (Fußballspieler)
Steffen Lorenz (* 29. Mai 1963) ist ein deutscher ehemaliger Fußballspieler, der in den 1980er-Jahren in Zwickau und Aue Erstligafußball betrieb.

## Sportliche Laufbahn
Mit zehn Jahren meldete sich Steffen Lorenz beim DDR-Oberligisten Sachsenring Zwickau an. Die ersten Pflichtspiele im Männerbereich bestritt er 1980 in der Nachwuchsoberliga-Mannschaft der Zwickauer. Er wurde als Verteidiger eingesetzt, und diese Position behielt er auch für die nächsten Jahre. In der Saison 1981/82, in der er eigentlich noch für die Nachwuchsoberliga nominiert worden war, setzte ihn Trainer Gerald Kunstmann bereits in der Hinrunde der Oberliga in der Abwehr ein. Bis zum Saisonende kam Lorenz auf zwölf Oberligaspiele. Erst in der Rückrunde kehrte er für neun Spiele in die Nachwuchsoberliga zurück. Für die Spielzeit 1982/83 wurde Lorenz offiziell in 1. Mannschaft berufen, in der er sich sofort einen Stammplatz eroberte. Von den 26 Oberligaspielen bestritt er 24 Begegnungen, in denen er hin und wieder auch im Mittelfeld eingesetzt wurde. Am Ende der Saison stieg Sachsenring Zwickau in die DDR-Liga ab. Auch dort gehörte Lorenz zum Spielerstamm, fehlte nur bei einem Punktspiel und steuerte vier Tore zum Staffelsieg bei. In der anschließenden Aufstiegsrunde wurde Lorenz in sieben der acht Aufstiegsspiele eingesetzt, Sachsenring verpasste als Vierter jedoch den Aufstieg.
Nach dem verpassten Wiederaufstieg wechselte Steffen Lorenz zum Oberligisten BSG Wismut Aue. Die Saison 1984/85 verlief für Lorenz nicht optimal. Trainer Hans-Ulrich Thomale setzte ihn auf der ungewohnten Position im Mittelfeld ein, und durch Verletzungen beeinträchtigt konnte Lorenz nur 14 Oberligaspiele bestreiten. 1985/86 hatte es Lorenz mit drei Trainern zu tun. In der Hinrunde kam er unter Harald Fischer und Konrad Schaller nur viermal zum Einsatz, u. a. auch zweimal als Stürmer. Erst als Hans Speth in der Rückrunde das Training übernahm, stellte sich bei Lorenz Kontinuität ein. Weiterhin im Mittelfeld spielend wurde er elfmal aufgeboten. In der Hinrunde der Spielzeit 1986/87 bestritt Lorenz nur noch vier Oberligaspiele, davon nur zwei über die volle Spieldauer.
Im November 1986 wurde Lorenz für 18 Monate zum Wehrdienst in der Nationalen Volksarmee eingezogen. Nach seiner Entlassung kehrte Lorenz wieder zu Wismut Aue zurück, wo er sich 1988/89 schrittweise einen Stammplatz als Mittelfeldspieler in der Oberligamannschaft erkämpfen konnte. Nach längerer Zeit gelang ihm auch wieder ein Punktspieltor.
1989/90 kam Lorenz bei Wismut in der Hinrunde nur auf sechs Oberligaeinsätze, erzielte aber wieder ein Tor. Danach musterte ihn Wismut Aue aus und delegierte ihn zum DDR-Ligisten BSG Wismut Gera. Dort bestritt er die Rückrunde der Saison mit 15 Einsätzen bei 17 Ligaspielen und erzielte drei Tore. In seiner zweiten Geraer Spielzeit spielte er 1990/91 nur in der Hinrunde, in der er acht der 17 Punktspiele absolvierte. Nachdem er noch das letzte Tor seiner Fußballerlaufbahn erzielt hatte, beendete er danach seine Karriere im höherklassigen Ligenbereich.